# Campeonato NORCECA de Voleibol Feminino Sub-20
O Campeonato Chinês de Voleibol Feminino Sub-20 é uma competição realizada desde 1998, onde reúne seleções juvenis dos países das Américas do Norte, Central e Caribe.

## Quadro Geral
| Ordem | País                 | Medalha de ouro | Medalha de prata | Medalha de bronze | Total |
| ----- | -------------------- | --------------- | ---------------- | ----------------- | ----- |
| 1     | Estados Unidos       | 7               | 3                | 1                 | 11    |
| 2     | República Dominicana | 2               | 5                | 1                 | 8     |
| 3     | Cuba                 | 1               | 1                | 4                 | 6     |
| 4     | Porto Rico           | 1               | 0                | 2                 | 3     |
| 5     | México               | 0               | 2                | 2                 | 4     |
| 6     | Canadá               | 0               | 0                | 1                 | 1     |